# Alix de Ramerupt
Alix de Ramerupt, ou Alix de Montdidier, née vers 1070 et morte en 1143 ou après, est dame de Ramerupt de suo jure et comtesse de Brienne par son mariage avec Érard Ier. Elle est la fille d'André de Ramerupt, comte d'Arcis et seigneur de Ramerupt, et de sa première épouse Adélaïde.

## Dame de Ramerupt
À la mort de son père André de Ramerupt entre 1118 et 1123, ses titres sont transmis à son unique fils survivant, Ebles. Mais celui-ci menant une carrière ecclésiastique, il ne peut avoir de descendance à qui transmettre ses titres. Aussi, lorsque ce dernier décède en 1126, le comté est démembré et les seigneuries d'Arcis et de Ramerupt sont partagées entre ses deux sœurs. Alix hérite ainsi de Ramerupt tandis qu'Arcis revient à sa sœur.
Après sa mort, Ramerupt sera à son tour démembré, la moitié (probablement plus importante car comprenant le château) revient à son fils aîné Gautier II tandis que l'autre partie constitue la dot de sa fille Félicité.

## Comtesse de Brienne
À la suite de son mariage avec Érard Ier de Brienne, Alix devient comtesse de Brienne. De ce mariage naitrons au moins trois enfants. Érard Ier décède entre 1114 et 1125 et c'est son fils aîné Gautier II qui lui succède. En 1143, elle participe avec son fils à la fondation de l'abbaye de Basse-Fontaine.
Alix ne laisse plus de trace par la suite, ce sui semble indiquer son décès peu après 1143.

## Mariage et enfants
Vers 1095, elle épouse Érard Ier, comte de Brienne, fils de Gautier Ier, comte de Brienne, et d'Eustachie de Tonnerre, avec qui elle a trois enfants :
- Gautier II de Brienne, comte de Brienne et seigneur de Ramerupt ;
- Guy de Brienne, décédé entre 1143 et 1147 ;
- Félicité de Brienne, qui épouse en premières noces Simon Ier de Broyes puis, devenue veuve, en secondes noces en 1142 Geoffroy III, sire de Joinville. De chaque union, elle a plusieurs enfants.